# النور، شاهدخت آستوریاس

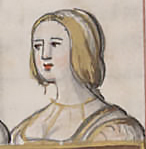
پرنسس آستوریا

النور، پرنسس آستوریا (انگلیسی: Eleanor, Princess of Asturias) پرنسس و یکی از شاهزاده‌های آستوریاس بود. او دومین فرزند جان دوم کاستیل بود.